# KTウィズ
KTウィズ（ケーティー・ウィズ、韓国語:케이티 위즈、英語:kt wiz）は、KBOリーグに所属する大韓民国のプロ野球チームである。ホームタウンは京畿道水原市で、本拠地は同市内にある水原ktウィズパーク。
韓国の大手通信会社であるKT（Korean Telecom）が2013年から保有する球団で、KBOリーグへの新規参入球団としては歴史が最も浅い（2023年のシーズン終了時点）。マスコットはビク(빅)、ドリ(또리)

## 概要
韓国野球委員会（韓国プロ野球・KBOリーグ）の10番目の加盟チームとして2013年に加入が認められた。
2014年は準加盟扱いで「フューチャーズリーグ」（二軍戦）にのみ参加、2015年から正加盟となり一軍のリーグ戦に加盟する。
スポンサーはKT（韓国テレコム）で、ニックネームのウィズは魔法使い（ウィザード）の短縮形、また非凡な腕前や才能がある、達人といった意味合いがもたれており、愛称募集の審査では「発音が読みやすく、親しみやすい」「様々な前向きなイメージが連想される」といった評価を得たという。
本拠地は水原総合運動場野球場である。同地は2000年から2007年まで現代ユニコーンズが本拠地としており、ユニコーンズが解散して以来7年ぶり、最初から水原市を本拠地とする球団としては初めてとなった。そのためか2014年シーズンの二軍戦は成均館大学校水原キャンパス内の野球場を間借りして使用した。改装工事実施後球団が命名権を取得し、「水原ktウィズパーク」の名称で呼ばれることになった。現在、球団事務所も同球場内に所在する。
二軍は全羅北道益山市の益山公設運動場内にある益山野球場を使用している。

## 歴史
本来は現代ユニコーンズの代替球団として2008年に新球団を設立し、プロ野球界に参入する予定だったが、新規参入金と本拠地整備が間に合わずその際は頓挫した。その後、KBOリーグの2015年からの1球団のエクスパンションにおいて、賃貸住宅事業で成長を遂げた富栄グループが全羅北道に設立しようとしていた新球団との誘致合戦に勝利。2013年1月に参入が決定し、正式に創設された。
2013年6月17日、7月の1次ドラフトに先駆けての優先指名制度で高校生投手2名、7月には1次ドラフトでもう1名選手を指名した。8月2日、初代監督として曺凡鉉の就任が発表された。11月14日、エンブレムやユニフォーム、マスコットなどが発表された。
2014年シーズンはフューチャーズリーグ（二軍リーグ）に参加した。
2014年11月28日、既存の9チームから20名の保護選手以外1名ずつを選択できる特別指名制度で、金相賢、李大炯などを指名した（前所属先に1人当たり10億ウォンの移籍料を払う）。2015年のFA選手だった朴基赫、金思律、朴慶洙の3名と契約するなど補強に努めた。
2015年3月28日、初の一軍公式戦として社稷野球場でのロッテ・ジャイアンツ戦、3月31日、本拠地・水原KTウィズパークでの初の公式戦のサムスン・ライオンズ戦を実施した。開幕から11連敗後の同年4月11日、ネクセン・ヒーローズ戦にて初勝利を記録したが、2015年は10球団中最下位に終わった。
2016年は2年連続最下位で、同年10月に曺凡鉉監督が退任し金鎮旭が監督に就任した。
2017年は3年連続最下位かつ勝率3割台だった。
2018年は初めて勝率4割台でシーズンを終えて9位となったが、金鎮旭監督は辞任した。同年10月、李強喆が監督に就任した。
2019年は初めて勝率5割（71勝71敗2分）を記録、6位となった。
2020年は81勝62敗2分けと前年の成績を上回り、レギュラーシーズン2位で初のポストシーズンに進出するもプレーオフで斗山ベアーズに敗れ、年間3位となった。
2021年はレギュラーシーズン全日程を終え76勝59敗9分けでサムスンと勝率で並んだため、規定により史上初の1試合のみの1位決定戦が行われ勝利しレギュラーシーズン初優勝で韓国シリーズに初出場、斗山ベアーズを4勝0敗のストレートで破り、初優勝した。
2022年はレギュラーシーズン全日程を終えキウム・ヒーローズと同率3位も直接対決で負け越したため、ポストシーズンはワイルドカード決定戦から出場して起亜タイガースに勝利。準プレーオフに進むもキウムに敗れ、年間4位となった。
2023年はレギュラーシーズン2位、ポストシーズンではプレーオフでNCダイノスに勝ち韓国シリーズへ進出したが、LGツインズに敗れた。
2024年はSSGランダースとの史上初の1試合のみの5位決定戦に勝利、斗山ベアースとのワイルドカード決定戦でレギュラーシーズン5位のチームとして初めて2勝して準プレーオフに進出したが、LGツインスに敗れた。

## 歴代一軍監督
- 曺凡鉉（2014 - 2016）
- 金鎮旭（2017 - 2018）
- 李強喆（2019 - ）

## 在籍選手

### 首脳陣

#### 一軍
| 背番号 | 名前   | 読み               | 役職             |
| ------ | ------ | ------------------ | ---------------- |
| 71     | 李強喆 | イ・ガンチョル     | 監督             |
| 77     | 金泰漢 | キム・テハン       | 首席コーチ       |
| 84     | 崔萬鎬 | チェ・マンホ       | 作戦兼走塁コーチ |
| 82     | 諸春模 | チェ・チュンモ     | 投手コーチ       |
| 81     | 柳漢俊 | ユ・ハンジュン     | 打撃コーチ       |
| 72     | 金剛   | キム・ガン         | 打撃コーチ補佐   |
| 76     | 朴基赫 | パク・キヒョク     | 守備コーチ       |
| 75     | 張在仲 | チャン・ジェジュン | バッテリーコーチ |
| 87     | 全炳斗 | チョン・ビョンドゥ | ブルペンコーチ   |
| 69     | 朴慶洙 | パク・キョンス     | QC兼走塁コーチ   |

#### 二軍
| 背番号 | 名前   | 読み               | 役職             |
| ------ | ------ | ------------------ | ---------------- |
| 70     | 金泰均 | キム・テギュン     | 監督             |
| 78     | 金湖   | キム・ホ           | 作戦兼走塁コーチ |
| 74     | 洪性溶 | ホン・ソンヨン     | 投手コーチ       |
| 85     | 李性烈 | イ・ソンヨル       | 打撃コーチ       |
| 80     | 朴亭奐 | パク・チョンファン | 守備コーチ       |
| 79     | 李俊秀 | イ・ジュンス       | バッテリーコーチ |

#### 育成軍
| 背番号 | 名前   | 読み                 | 役職           |
| ------ | ------ | -------------------- | -------------- |
| 91     | 裵雨烈 | ぺ・ウヨル           | 投手コーチ     |
| 89     | 白彰粹 | ベク・チンウ         | 打撃コーチ     |
| 86     | 金淵訓 | キム・ヨンフン       | 守備コーチ     |
| 88     | 郭正哲 | クァク・チョンチョル | リハビリコーチ |

### 投手
| 背番号 | 選手名                 | 読み               | 投 | 打 | 備考                                                          |
| ------ | ---------------------- | ------------------ | -- | -- | ------------------------------------------------------------- |
| 1      | 高永表                 | コ・ヨンピョ       | 右 | 右 |                                                               |
| 12     | 禹奎珉                 | ウ・ギュミン       | 右 | 両 | 21から背番号変更                                              |
| 14     | 林俊炯                 | イム・ジュンヒョン | 左 | 左 | LGからトレード移籍                                            |
| 15     | 成載憲                 | ソン・ジェホン     | 左 | 左 | 95から背番号変更                                              |
| 16     | 崔東煥                 | チェ・ドンファン   | 右 | 右 | LGから移籍                                                    |
| 17     | 李彩豪                 | イ・チェホ         | 右 | 右 |                                                               |
| 18     | 文鎔翼                 | ムン・ヨンイク     | 右 | 右 | 13から背番号変更                                              |
| 19     | 裵齊晟                 | ぺ・ジェソン       | 右 | 左 | 兵役から復帰                                                  |
| 20     | 金泰呉                 | キム・テオ         | 左 | 左 | 育成選手                                                      |
| 21     | 李禎炫                 | イ・ジョンヒョン   | 右 | 右 | 51から背番号変更 育成選手から追加登録                         |
| 26     | 金敏洙                 | キム・ミンス       | 右 | 右 |                                                               |
| 29     | 全湧主                 | チョン・ヨンジュ   | 左 | 左 |                                                               |
| 30     | 蘇珩準                 | ソ・ヒョンジュン   | 右 | 右 |                                                               |
| 32     | パトリック・マーフィー |                    | 右 | 右 | 新外国人                                                      |
| 37     | 李相東                 | イ・サンドン       | 右 | 左 |                                                               |
| 38     | 朱権                   | チュ・グォン       | 右 | 右 |                                                               |
| 39     | 地明星                 | チ・ミョンソン     | 右 | 右 | 68から背番号変更 育成選手                                     |
| 40     | 金蝀炫                 | キム・ドンヒョン   | 右 | 右 | 2025年新人ドラフト1巡目                                       |
| 41     | 孫東賢                 | ソン・ドンヒョン   | 右 | 右 |                                                               |
| 43     | 金載沅                 | キム・ジェウォン   | 右 | 左 | 2025年新人ドラフト3巡目                                       |
| 45     | 李泰奎                 | イ・テギュ         | 右 | 左 |                                                               |
| 46     | 朴健佑                 | パク・コンウ       | 右 | 右 | 2025年新人ドラフト2巡目                                       |
| 47     | 呉原錫                 | オ・ウォンソク     | 左 | 左 | SSGからトレード移籍                                           |
| 48     | 李相遇                 | イ・サンウ         | 右 | 右 | 兵役から復帰 育成選手                                         |
| 49     | 李炫旼                 | イ・ヒョンミン     | 右 | 右 | 114から背番号変更                                             |
| 54     | 曺利弦                 | チョ・イヒョン     | 右 | 左 |                                                               |
| 59     | 韓瑳鉉                 | ハン・チャヒョン   | 右 | 右 |                                                               |
| 60     | 朴英賢                 | パク・ヨンヒョン   | 右 | 右 |                                                               |
| 61     | 李先旴                 | イ・ソンウ         | 右 | 右 |                                                               |
| 63     | 元常鉉                 | ウォン・サンヒョン | 右 | 右 |                                                               |
| 65     | エンマヌエル・デヘスス |                    | 左 | 左 | キウムから移籍                                                |
| 66     | 李宗革                 | イ・ジョンヒョク   | 右 | 右 | 育成選手                                                      |
| 90     | 李承彦                 | イ・スンオン       | 右 | 右 | 112から背番号変更 育成選手                                    |
| 92     | 崔龍準                 | チェ・ヨンジュン   | 右 | 右 | 115から背番号変更 育成選手から追加登録                        |
| 93     | 韓智雄                 | ハン・ジウン       | 左 | 左 | 育成選手                                                      |
| 94     | 禹鍾輝                 | ウ・ジョンフイ     | 左 | 左 | 兵役から復帰 育成選手                                         |
| 95     | 李俊明                 | イ・ジュンミョン   | 右 | 右 | 101から背番号変更 育成選手                                    |
| 98     | 金炷宛                 | キム・ジュワン     | 左 | 左 |                                                               |
| 99     | 姜腱                   | カン・ゴン         | 右 | 右 |                                                               |
| 101    | 兪皓植                 | ユ・ホシク         | 右 | 右 | SSGから移籍 育成選手                                          |
| 102    | 朴俊奕                 | パク・ジュンヒョク | 右 | 右 | 2025年新人ドラフト4巡目 育成選手                              |
| 107    | 尹相寅                 | ユン・サンイン     | 右 | 右 | 2025年新人ドラフト8巡目 育成選手                              |
| 110    | 張䪸鵠                 | チャン・ミンホ     | 右 | 左 | 新入団 育成選手                                               |
| 111    | 鄭運教                 | チョン・ウンギョ   | 右 | 左 | 新入団 育成選手                                               |
| 112    | 徐ヨンジュン           | ソ・ヨンジュン     | 右 | 右 | 新入団 育成選手                                               |
| 115    | 権成俊                 | クォン・ソンジュン | 左 | 左 | 兵役から復帰 育成選手                                         |
| 116    | 鄭晶優                 | チョン・ジョンウ   | 右 | 両 | 兵役から復帰 育成選手                                         |
|        | 金建雄                 | キム・ゴンウン     | 左 | 左 | 軍保留選手                                                    |
|        | 金楨雲                 | キム・ジョンウン   | 右 | 右 | 軍保留選手                                                    |
|        | 金旼性                 | キム・ミンソン     | 右 | 右 | 軍保留選手                                                    |
|        | 韓昇宙                 | ハン・スンジュ     | 右 | 右 | ハンファから沈佑俊のFA移籍に伴う補償選手として移籍 軍保留選手 |
|        | 陸清明                 | ユク・チョンミョン | 右 | 右 | 軍保留選手                                                    |
|        | 鄭辰皓                 | チョン・ジンホ     | 右 | 右 | 軍保留選手 育成選手                                           |
|        | 崔允瑞                 | チェ・ユンソ       | 右 | 右 | 軍保留選手 育成選手                                           |
|        | 李根奕                 | イ・ゴンヒョク     | 右 | 右 | 軍保留選手 育成選手                                           |

### 捕手
| 背番号 | 選手名 | 読み             | 投 | 打 | 備考                             |
| ------ | ------ | ---------------- | -- | -- | -------------------------------- |
| 22     | 張成宇 | チャン・ソンウ   | 右 | 右 |                                  |
| 42     | 曺大鉉 | チョ・デヒョン   | 右 | 右 |                                  |
| 50     | 姜白虎 | カン・ベクホ     | 右 | 左 |                                  |
| 55     | 姜顯宇 | カン・ヒョンウ   | 右 | 右 |                                  |
| 97     | 金珉奭 | キム・ミンソク   | 右 | 右 |                                  |
| 103    | 李頂煥 | イ・ジョンファン | 右 | 右 | 2025年新人ドラフト9巡目 育成選手 |
|        | 李俊熙 | イ・ジュンヒ     | 右 | 右 | 軍保留選手 育成選手              |

### 内野手
| 背番号 | 選手名 | 読み                 | 投 | 打 | 備考                                                           |
| ------ | ------ | -------------------- | -- | -- | -------------------------------------------------------------- |
| 2      | 朴珉舃 | パク・ミンソク       | 右 | 右 | 25から背番号変更                                               |
| 4      | 呉胤碩 | オ・ユンソク         | 右 | 右 |                                                                |
| 5      | 薑旼成 | カン・ミンソン       | 右 | 右 |                                                                |
| 7      | 金相豎 | キム・サンス         | 右 | 右 |                                                                |
| 9      | 金喆皓 | キム・チョルホ       | 右 | 左 | 育成選手                                                       |
| 10     | 黄載鈞 | ファン・ジェギュン   | 右 | 右 |                                                                |
| 13     | 許敬民 | ホ・ギョンミン       | 右 | 右 | 斗山からFA移籍                                                 |
| 24     | 文相澈 | ムン・サンチョル     | 右 | 右 |                                                                |
| 25     | 呉敍賑 | オ・ソジン           | 右 | 右 | 2025年新人ドラフト6巡目 育成選手から追加登録 105から背番号変更 |
| 34     | 李顥沇 | イ・ホヨン           | 右 | 左 |                                                                |
| 35     | 尹晙赫 | ユン・ジュンヒョク   | 右 | 右 |                                                                |
| 36     | 呉在一 | オ・ジェイル         | 左 | 左 |                                                                |
| 52     | 権桐抮 | クォン・ドンジン     | 右 | 左 |                                                                |
| 56     | 張遵元 | チャン・ジュンウォン | 右 | 右 | 16から背番号変更                                               |
| 96     | 李昇炫 | イ・スンヒョン       | 右 | 左 | 111から背番号変更 育成選手                                     |
| 105    | 孫敏晳 | ソン・ミンソク       | 右 | 左 | 兵役から復帰 育成選手                                          |
| 106    | 李庸絃 | イ・ヨンヒョン       | 右 | 左 | 2025年新人ドラフト7巡目 育成選手                               |
| 109    | 李昇峻 | イ・スンジュン       | 右 | 左 | 2025年新人ドラフト11巡目 育成選手                              |
| 113    | 文常準 | ムン・サンジュン     | 右 | 右 | 兵役から復帰 育成選手                                          |
|        | 柳炫印 | リュ・ヒョンイン     | 右 | 左 | 軍保留選手 育成選手                                            |
|        | 朴柾泫 | パク・ジョンヒョン   | 右 | 両 | 軍保留選手 育成選手                                            |
|        | 朴太完 | パク・テワン         | 右 | 右 | 軍保留選手 育成選手                                            |

### 外野手
| 背番号 | 選手名                         | 読み               | 投 | 打 | 備考                                               |
| ------ | ------------------------------ | ------------------ | -- | -- | -------------------------------------------------- |
| 0      | 金建亨                         | キム・ゴンヒョン   | 右 | 左 |                                                    |
| 3      | アンドリュー・スティーブンソン |                    | 左 | 左 | 新外国人                                           |
| 8      | 安致永                         | アン・チヨン       | 右 | 左 |                                                    |
| 23     | 安賢民                         | アン・ヒョンミン   | 右 | 右 | 62から背番号変更                                   |
| 27     | 裵梃旲                         | ぺ・ジョンデ       | 右 | 右 |                                                    |
| 28     | 宋敏燮                         | ソン・ミンソプ     | 右 | 右 | 12から背番号変更                                   |
| 31     | 崔盛䪸                         | チェ・ソンミン     | 左 | 左 | 69から背番号変更 育成選手から追加登録              |
| 33     | 李政勲                         | イ・ジョンフン     | 右 | 左 | ロッテからトレード移籍                             |
| 51     | 張眞爀                         | チャン・ジンヒョク | 右 | 左 | ハンファから嚴相伯のFA移籍に伴う補償選手として移籍 |
| 53     | 金敏赫                         | キム・ミンヒョク   | 右 | 左 |                                                    |
| 57     | 金秉俊                         | キム・ビョンジュン | 右 | 左 |                                                    |
| 62     | 申凡峻                         | シン・ボムジュン   | 右 | 左 | 47から背番号変更 育成選手                          |
| 67     | 柳俊奎                         | ユ・ジュンギュ     | 右 | 左 | 116から背番号変更 育成選手から追加登録             |
| 100    | 磪東熙                         | チェ・ドンヒ       | 右 | 右 | 兵役から復帰 育成選手                              |
| 104    | 朴珉奭                         | パク・ミンソク     | 右 | 右 | 2025年新人ドラフト5巡目                            |
| 108    | 鄭英雄                         | チョン・ヨンウン   | 左 | 左 | 2025年新人ドラフト10巡目 育成選手                  |
|        | 鄭晙栄                         | チョン・ジュンヨン | 左 | 左 | 軍保留選手                                         |
|        | 黄義準                         | ファン・ウィジュン | 右 | 左 | 軍保留選手 育成選手                                |
|        | 申昊俊                         | シン・ホジュン     | 右 | 右 | 軍保留選手 育成選手                                |

## 主な退団・引退選手及びコーチングスタッフ

### 韓国人選手
- 張盛好（2015）
- 金相賢（2015 - 2016）
- 李熙槿（2016）
- 金鐘民（2014 - 2017）
- 朴龍根（2014 - 2017）
- 全敏秀（2014 - 2018）
- 朴基赫（2015 - 2018）
- 呉正福（2015 - 2018）
- 高昌成（2018）
- 李大炯（2015 - 2019）
- 李輔根（2019 - 2021）
- 李大恩（2019 - 2021）
- 柳元相（2020 - 2021）
- 田惟守（2019 - 2022）
- 安永命（2021 - 2022）
- 金秉熙（2014 - 2023）
- 朴炳鎬（2022 - 2024）

### 外国人選手
- マイク・ローリー（2014）
- アンドリュー・シスコ（2014 - 2015）
- クリス・オクスプリング（2015）

元阪神タイガース
- フィル・アーウィン（2015）
- ジャスティン・ジャマーノ（2015）

元福岡ソフトバンクホークス
- アンディ・マルテ（2015 - 2016）
- ヨハン・ピノ（2016）
- トラビス・バンワート（2016）
- シュガー・レイ・マリモン（2016）
- ドン・ローチ（2017）

元オリックス・バファローズ
- ジョニー・モネル（2017）
- ライアン・フィアベンド（2016 - 2018）
- ダスティン・ニッパート（2018）
- ラウル・アルカンタラ（2019）

元阪神タイガース
- ソイロ・アルモンテ（2021）

元中日ドラゴンズ
- ジャレッド・ホイング（2021）
- オドリサメル・デスパイネ（2020 - 2022）
- ボー・サルサー（2023）
- ウェス・ベンジャミン（2022 - 2024）
- ウィリアム・クエバス（2019 - 2022、2023 - 2025）
- メル・ロハス・ジュニア（2017 - 2020、2024 - 2025）

元阪神タイガース

### 在日韓国人・外国人コーチ
- 沖泰司（2014 - 2015）

元日本ハムファイターズ
- 石嶺和彦（2015）

元オリックス・ブルーウェーブ、阪神タイガース
- 鈴木郁洋（2021 - 2023）

元中日ドラゴンズ、大阪近鉄バファローズ、オリックス・バファローズ